# 홍중현
홍중현(洪重鉉, 1660년 ~ 1726년)은 조선 후기의 문신, 정치인이자 유학자이다. 자는 대옥(大玉), 호는 천일재(天一齋), 별호는 관각대수(館閣大手), 본관은 풍산(豊山)이다. 1684년(숙종 10년) 사마시에 합격하고 1688년 빈궁시에 수석으로 합격한 뒤 1689년 증광문과에 병과로 급제하여 설서, 정언 등을 역임했으며 김석주 등을 탄핵하였다. 1693년 홍문록에 올랐으나 사헌부지평으로 재직 중 탄핵을 받고 1694년 갑술환국으로 유배되었다가 1695년 풀려났다. 이후 경종 때에 이르러 갑술옥사의 일로 탄핵을 받고 파직당했다. 당색으로는 소북이었다가 남인으로 전향하였다.

## 생애
1660년(현종 1)에 태어났으며 대사헌 모당(慕堂) 홍이상(洪履祥)의 후손으로, 아버지는 첨지중추부사를 지낸 홍만최(洪萬最)이며, 어머니는 신기한(申紀漢)의 딸 고령신씨(高靈申氏)이다. 증조부는 예조참판 홍영(洪霙)이고, 할아버지는 주후(柱後)이다. 어머니 고령신씨는 유명한 시인 신기한의 딸로, 소북(小北)의 당원이자 시로써 명성이 있던 죽당 신유(竹堂 申濡), 초당 신혼(初菴 申混)은 그의 외삼촌이었다. 퇴당 유명천(退堂 柳命天)은 그의 이모부였다. 홍중현의 외손인 이덕주(李德冑), 이혜주(李惠冑) 등은 실학자 지봉 이수광의 후손으로 18세기 남인 문단에 명성을 날렸던 시인들이었다.
1684년(숙종 10) 사마시에 합격하고 1688년 3월 반궁시(泮宮試)에서 수석합격을 하였으며 1689년 증광문과에 병과로 급제하여 관직에 올랐다. 그의 가계는 외가로는 소북 계열이었으나 그는 남인으로 전향하였다. 장희빈의 오리비 장희재가 권력을 잡아 날뛰는 것을 미워하여 <저놈이 제명에 죽으면 내가 손에 장을 지지겠다>하였다.
그 해에 기사환국으로 남인이 집권하자 1690년 세자시강원설서, 1691년 사간원 정언이 되었다. 사간원 정언으로 재직 그는 이동근(李東根)과 함께 장계를 올려, 허영, 허새의 옥사를 날조한 김석주(金錫胄) 일파를 탄핵, 김석주 등의 죄상을 밝혀 처벌할 것을 상주하였으며 다시 남용익(南龍翼)의 교문(敎文)을 문제삼아 책임 추궁을 건의하였다. 이후 삼사의 요직을 두루 거쳐 1693년 홍문록(弘文錄)에 오르고, 사헌부지평이 되었다. 1694년 홍문관부교리가 되었으나 같은 해 갑술환국으로 남인이 실각하면서 체직되고, 이어 사간원 헌납 윤성교(尹誠敎) 등으로부터 탄핵을 받고 유배되었다가 1695년 유배에서 풀려났다. 이후 소론 최석정 등이 남인을 우대하는 정책을 폈으나 출사하지 않고, 시문과 학문에 전념하였으며 〈東海碑歌〉 등2,000 편의 시가 문집에 전해지고 있다.
1721년(경종 1년) 다시 홍문관수찬에 임명되어 출사하였으나 소론인 서종하(徐宗廈)로부터 갑술옥사 때의 일을 문제삼아 탄핵, 파직을 당하였다. 1725년(영조 1년) 노론이 집권하면서 그에게는 성균관 사예, 사복시정, 승문원판교 등에 임명되었으나 모두 고사하였고, 강릉부사에 임명되었으나 역시 사퇴하였다.

## 저서
- 《천일재 유고 (天一齋遺稿)》
- 《남직장전 (南直長傳)》 - 전기문

### 작품
- 영상허공적행장 (領議政許公積行狀)
- 오시형(吳始亨)의 행장
- 오시형 묘지명
- 민창도(閔昌道) 제문

## 같이 보기
- 김석주
- 신기한
- 소북
- 홍승대